# ウォルター・カニンガム
ロニー・ウォルター・カニンガム（Ronnie Walter Cunningham、1932年3月16日 - 2023年1月3日）は、引退したアメリカ合衆国の宇宙飛行士。1968年にアポロ7号のミッションでアポロ月着陸船のパイロットを務めた。ニール・アームストロング、エリオット・シーに次いで、アメリカ航空宇宙局にとって3人目の民間人の宇宙飛行士である。戦闘機パイロット、物理学者、起業家、投資家でもあった。またThe All-American Boysという著書があり、Lift-off to Logicというラジオ番組の司会を務めた。

## 生い立ち
カニンガムは、1932年3月16日にアイオワ州クレストンで生まれた。カリフォルニア州ヴェニスのヴェニス高等学校を卒業したが、同校の建物には、後に彼の名前が付けられている。
卒業後、カニンガムは1951年にアメリカ海軍に入隊し、1952年から飛行訓練を受けた。1953年から1956年まではアメリカ海兵隊で戦闘機パイロットとして勤め、1956年から1975年まではアメリカ海兵隊の予備役部隊に所属し、大佐の階級で退役した。
カニンガムはカリフォルニア大学ロサンゼルス校で1960年に物理学の学士号、1961年に修士号を得た。その後、博士課程には進学せず、ランド研究所で科学者として働いた。
1963年10月、カニンガムはNASAによって、3期目の宇宙飛行士に選ばれた。1968年10月11日には、彼はアポロ7号の月着陸船パイロットとして11日間のミッションに向かった。この飛行では月着陸船は伴わなかったが、彼はこの最初の有人アポロ宇宙船に搭載された膨大なシステムの試験に追われた。彼はその後、スカイラブの運営に携わり、1971年にNASAを辞した。1974年、彼はハーバード・ビジネス・スクールのアドバンスト・マネージメント・プログラムを修了し、数々のベンチャー企業で営業職や投資家として働いた。
1977年、カニンガムは宇宙飛行士時代の回想をまとめた著書The All-American Boysを出版した。また2007年に出版された宇宙開発の歴史に関する本In the Shadow of the Moonでも主要な執筆者の1人となった。
現在は、彼はラジオのパーソナリティや司会者として働いている。1998年のテレビシリーズ『フロム・ジ・アース/人類、月に立つ』ではフレドリック・レーンが彼の役を演じた。
2008年、NASAは彼のアポロ7号ミッションでの活躍に対してNASA Distinguished Service Medalを授与している。
カニンガムは地球温暖化問題に対して懐疑的な立場を取っている。2010年、カニンガムは"Global Warming: Fact Versus Faith"という小冊子を出版し、その中で現在の地球温暖化問題に関する議論は、ガリレオ・ガリレイや進化論とカトリック教会との歴史的な対立とは全く異なると論じていた。
2023年1月3日、転倒による合併症の為死去した事が家族によって伝えられた。90歳没。